# NGC 4503
NGC 4503 ist eine Linsenförmige Galaxie vom Hubble-Typ SB0 im Sternbild Jungfrau auf der Ekliptik. Sie hat eine Winkelausdehnung von 3,5' × 1,7' und eine scheinbare Helligkeit von 11,1 mag. Die Galaxie ist rund 57 Millionen Lichtjahre von der Milchstraße entfernt, hat einen Durchmesser von etwa 65.000 Lichtjahren und ist unter der Katalogbezeichnung VCC 1412 als Mitglied des Virgo-Galaxienhaufens aufgeführt.

Im selben Himmelsareal befinden sich u. a. die Galaxien IC 3437, IC 3446, IC 3470, IC 3483.
Das Objekt wurde am 15. März 1784 vom deutsch-britischen Astronomen William Herschel entdeckt.